# Ted Hendricks
Theodore Paul Hendricks, detto Ted (Città del Guatemala, 1º novembre 1947), è un ex giocatore di football americano statunitense che ha giocato nel ruolo di linebacker per quindici stagioni nella National Football League (NFL) con i Baltimore Colts (1969–73), i Green Bay Packers (1974) e gli Oakland e Los Angeles Raiders (1975–83). Fu soprannominato "The Mad Stork" (la  cicogna pazza) per la sua personalità eccentrica e per il suo fisico alto e magro. Vincitore di quattro Super Bowl, è stato inserito nella Pro Football Hall of Fame nel 1990.

## Carriera professionistica

### Baltimore Colts
Ted fu scelto nel secondo giro (33º assoluto) del Draft NFL 1969 dai Baltimore Colts. Dopo essere stato cambiato da Don Shula dal ruolo di defensive end a quello di linebacker, Hendricks divenne titolare a metà della sua stagione da rookie nel 1969.
Ted giocò un ruolo chiave nella vittoria del Super Bowl del 1970 dei Colts. Fu il linebacker nel lato forte titolare, facendo registrare 67 tackle con 1,5 sack e un passaggio intercettato, rendendo la difesa di Baltimore una delle più forti della lega sulla corse. Dopo tre stagioni da All-Pro coi Colts, fu sorprendentemente scambiato coi Packers.

### Green Bay Packers
Nella sua unica stagione a Green Bay, Hendricks ebbe una delle migliori stagioni della carriera con 5 intercetti, 7 calci bloccati (3 field goal, 3 punt e 1 extra point), una safety, 2 sack, 75 tackle e 2 passaggi deviati. Fu votato unanimente come All-Pro e contribuì a rinverdire i fasti di una difesa che una tempo era guidata da Ray Nitschke, Willie Davis, Henry Jordan e Dave Robinson nei suoi giorni di gloria.

### Oakland / Los Angeles Raiders
Le ultime nove stagioni della carriera, Hendricks la passò ai Raiders. Nel primo anno, il 1975, l'allenatore John Madden lo utilizzò sporadicamente, ma il giocatore tornò a imporsi come titolare nel finale di stagione, ruolo che conservò anche per tutta la stagione successiva. Quell'anno i Raiders vinsero il primo Super Bowl della loro storia, il primo di tre titoli nell'arco di sette anni, tutti con Ted come protagonista.
Hendricks visse probabilmente le sue migliori annate ai Raiders e si ritirò dopo la stagione 1983, concludendo dopo 15 anni la sua carriera da professionista.

## Palmarès
- Super Bowl : 4 Vittorie del Super Bowl (1970, 1976, 1980, 1983)
- (8) Pro Bowl (1971, 1972, 1973, 1974, 1980, 1981, 1982, 1983)
- (4) First-team All-Pro (1971, 1974, 1980, 1982)
- (5) Second-team All-Pro (1972, 1973, 1976, 1977, 1978)
- Formazione ideale del 75º anniversario della National Football League
- Formazione ideale del 100º anniversario della National Football League
- Formazione ideale della NFL degli anni 1970
- Pro Football Hall of Fame

## Statistiche
| Partite | Partite | Tackle | Tackle | Tackle | Intercetti | Intercetti | Intercetti | Fumble |
| P       | Tit.    | Tot    | Sack   | Saf    | Int        | Yard       | TD         | Forz   |
| ------- | ------- | ------ | ------ | ------ | ---------- | ---------- | ---------- | ------ |
| 215     | -       | -      | 9,0    | 4      | 26         | 332        | 1          | -      |